# Persone di nome Bradley
| Questa pagina contiene informazioni ricavate automaticamente dalle voci biografiche con l'ausilio del template Bio e di un bot. L'aggiornamento è periodico e automatico e ricostruisce completamente la pagina. Se manca una persona in questa lista, sei pregato di non aggiungerla, ma accertati piuttosto che la sua voce biografica contenga il template Bio e che i dati anagrafici siano correttamente compilati. Se il template Bio manca, inseriscilo tu stesso o, in alternativa, metti l'avviso {{tmp\|Bio}} che ne segnala la mancanza. Se i dati riportati sono sbagliati, correggi direttamente la voce biografica; le modifiche saranno visibili in questa lista entro pochi giorni. Per chiarimenti vedi il progetto antroponimi. La lista contiene solo le 126 persone che sono citate nell'enciclopedia e per le quali è stato implementato correttamente il template Bio. Pagina aggiornata al 16 ott 2024. |

Questa è una lista di persone presenti nell'enciclopedia che hanno il prenome Bradley, suddivise per attività principale.

## Allenatori di calcio(3)
- Bradley Allen, allenatore di calcio e ex calciatore inglese (Romford, n. 1971)
- Bradley Carnell, allenatore di calcio e ex calciatore sudafricano (Johannesburg, n. 1977)
- Brad Friedel, allenatore di calcio e ex calciatore statunitense (Lakewood, n. 1971)

## Allenatori di hockey su ghiaccio(1)
- Brad Selwood, allenatore di hockey su ghiaccio e ex hockeista su ghiaccio canadese (Leamington, n. 1948)

## Allenatori di pallacanestro(2)
- Brad Brownell, allenatore di pallacanestro statunitense (Evansville, n. 1968)
- Brad Underwood, allenatore di pallacanestro statunitense (McPherson, n. 1963)

## Altisti(1)
- Bradley Adkins, altista statunitense (Lubbock, n. 1993)

## Animatori(1)
- Brad Coombs, animatore e sceneggiatore statunitense

## Artisti marziali misti(2)
- Gray Maynard, artista marziale misto statunitense (Phoenix, n. 1979)
- Brad Tavares, artista marziale misto statunitense (Kailua, n. 1987)

## Astronomi(1)
- Bradley Elliott Schaefer, astronomo statunitense

## Attori(12)
- Bradley Cole, attore statunitense (Contea di Los Angeles, n. 1959)
- Bradley Cooper, attore, regista e sceneggiatore statunitense (Abington, n. 1975)
- Bradley Dean, attore statunitense (Pottsville, n. 1970)
- Bradley Gregg, attore, regista e scrittore statunitense (Los Angeles, n. 1966)
- Brad Grunberg, attore statunitense (Los Angeles, n. 1964)
- Bradley James, attore britannico (Exeter, n. 1983)
- Bradley Steven Perry, attore statunitense (New Jersey, n. 1998)
- Bradley Pierce, attore e doppiatore statunitense (Los Angeles, n. 1982)
- Bradley Stryker, attore e regista statunitense (Eugene, n. 1977)
- Bradley Walsh, attore, comico e conduttore televisivo britannico (Watford, n. 1960)
- Bradley Whitford, attore statunitense (Madison, n. 1959)
- BD Wong, attore statunitense (San Francisco, n. 1960)

## Bassisti(1)
- Gidget Gein, bassista e attore statunitense (Hollywood, n. 1969 - Burbank, † 2008)

## Bobbisti(1)
- Brad Hall, bobbista britannico (Crawley, n. 1990)

## Calciatori(25)
- Bradley August, ex calciatore sudafricano (Città del Capo, n. 1978)
- Bradley Banda, calciatore gibilterriano (Gibilterra, n. 1998)
- Bradley Barcola, calciatore francese (Villeurbanne, n. 2002)
- Bradley Bubb, calciatore grenadino (Londra, n. 1988)
- Bradley Collins, calciatore inglese (Southampton, n. 1997)
- Bradley Dack, calciatore inglese (Greenwich, n. 1993)
- Bradley Danger, calciatore francese (Mont-Saint-Aignan, n. 1998)
- Bradley Davis, ex calciatore statunitense (Saint Charles, n. 1981)
- Bradley Diallo, calciatore francese (Marsiglia, n. 1990)
- Bradley Fink, calciatore svizzero (Cham, n. 2003)
- Bradley Grobler, calciatore sudafricano (Johannesburg, n. 1988)
- Brad Guzan, calciatore statunitense (Evergreen Park, n. 1984)
- Bradley Johnson, ex calciatore inglese (Hackney, n. 1987)
- Brad Jones, ex calciatore australiano (Armadale, n. 1982)
- Bradley Locko, calciatore francese (Ivry-sur-Seine, n. 2002)
- Brad Lyons, calciatore nordirlandese (Ballymoney, n. 1997)
- Bradley Martis, calciatore olandese (L'Aia, n. 1998)
- Bradley Mazikou, calciatore francese (Orléans, n. 1996)
- Bradley Orr, ex calciatore inglese (Liverpool, n. 1982)
- Brad Potts, calciatore inglese (Hexham, n. 1994)
- Bradley Pritchard, calciatore zimbabwese (Harare, n. 1985)
- Brad Smith, calciatore australiano (Penrith, n. 1994)
- Brad Stuver, calciatore statunitense (Cleveland, n. 1991)
- Bradley Woods-Garness, calciatore montserratiano (Londra, n. 1986)
- Bradley de Nooijer, calciatore olandese (Rotterdam, n. 1997)

## Canoisti(1)
- Bradley Forbes-Cryans, canoista britannico (Edimburgo, n. 1995)

## Cantanti(3)
- Brad Delp, cantante statunitense (Peabody, n. 1951 - Atkinson, † 2007)
- Dez Fafara, cantante statunitense (Santa Barbara, n. 1966)
- Brad Roberts, cantante e chitarrista canadese (Winnipeg, n. 1964)

## Cantautori(1)
- Bradley Nowell, cantautore e musicista statunitense (Long Beach, n. 1968 - San Francisco, † 1996)

## Cestisti(17)
- Bradley Beal, cestista statunitense (St. Louis, n. 1993)
- Brad Branson, ex cestista statunitense (Harvey, n. 1958)
- Brad Buckman, ex cestista statunitense (Austin, n. 1984)
- Brad Dalton, ex cestista australiano (Sydney, n. 1959)
- Brad Daugherty, ex cestista statunitense (Black Mountain, n. 1965)
- Brad Davis, ex cestista e allenatore di pallacanestro statunitense (Monaca, n. 1955)
- Brad Dean, ex cestista e allenatore di pallacanestro statunitense (n. 1953)
- Brad Leaf, ex cestista statunitense (Indianapolis, n. 1960)
- Brad Miller, ex cestista statunitense (Kendallville, n. 1976)
- Brad Newley, cestista australiano (Adelaide, n. 1985)
- Brad Oleson, ex cestista statunitense (Anchorage, n. 1983)
- Brad Riley, ex cestista neozelandese (Hamilton, n. 1974)
- Brad Sellers, ex cestista statunitense (Warrensville Heights, n. 1962)
- Brad Tinsley, ex cestista statunitense (Oregon City, n. 1989)
- Brad Traina, ex cestista statunitense (Marietta, n. 1977)
- Brad Waldow, cestista statunitense (Houston, n. 1991)
- Brad Wanamaker, ex cestista statunitense (Filadelfia, n. 1989)

## Chitarristi(1)
- Brad Gillis, chitarrista statunitense (Honolulu, n. 1957)

## Ciclisti su strada(1)
- Bradley Wiggins, ex ciclista su strada e pistard britannico (Gand, n. 1980)

## Compositori(1)
- Bradley Joseph, compositore, pianista e tastierista statunitense (Bird Island, n. 1965)

## Dirigenti sportivi(3)
- Bradley McGee, dirigente sportivo, ex ciclista su strada e pistard australiano (Sydney, n. 1976)
- Brad Stevens, dirigente sportivo statunitense (Zionsville, n. 1976)
- Bradley Wright-Phillips, dirigente sportivo e ex calciatore inglese (Londra, n. 1985)

## Fotografi(1)
- Bradley Smith, fotografo statunitense (New Orleans, n. 1910 - New York, † 1997)

## Giocatori di baseball(3)
- Brad Boxberger, giocatore di baseball statunitense (Fullerton, n. 1988)
- Brad Hand, giocatore di baseball statunitense (Minneapolis, n. 1990)
- Brad Peacock, giocatore di baseball statunitense (West Palm Beach, n. 1988)

## Giocatori di curling(2)
- Brad Gushue, giocatore di curling canadese (Saint John's, n. 1980)
- Brad Jacobs, giocatore di curling canadese (Sault Sainte Marie, n. 1985)

## Giocatori di football americano(9)
- Bradley Bozeman, giocatore di football americano statunitense (Roanoke, n. 1994)
- Bradley Chubb, giocatore di football americano statunitense (Marietta, n. 1996)
- Brad Hopkins, ex giocatore di football americano statunitense (Columbia, n. 1970)
- Brad Jones, giocatore di football americano statunitense (Lansing, n. 1986)
- Bradley McDougald, giocatore di football americano statunitense (Dublin, n. 1990)
- Bradley Pinion, giocatore di football americano statunitense (Concord, n. 1994)
- Bradley Randle, giocatore di football americano statunitense (Anaheim, n. 1990)
- Bradley Roby, giocatore di football americano statunitense (Fort Worth, n. 1992)
- Bradley Sowell, giocatore di football americano statunitense (Hernando, n. 1989)

## Giornalisti(1)
- Brad Will, giornalista statunitense (Evanston, n. 1970 - Oaxaca de Juárez, † 2006)

## Hockeisti su ghiaccio(2)
- Brad Cole, hockeista su ghiaccio canadese (Brandon, n. 1986)
- Brad Marchand, hockeista su ghiaccio canadese (Hammonds Plain, n. 1988)

## Informatici(1)
- Bradley M. Kuhn, programmatore e hacker statunitense (Maryland, n. 1973)

## Musicisti(1)
- Brad Whitford, musicista e chitarrista statunitense (Reading, n. 1952)

## Nuotatori(4)
- Brad Schumacher, ex nuotatore e ex pallanuotista statunitense (Bowie, n. 1974)
- Brad Tandy, ex nuotatore sudafricano (Ladysmith, n. 1991)
- Bradley Vincent, nuotatore mauriziano (Ladysmith, n. 1991)
- Bradley Woodward, nuotatore australiano (Kanwal, n. 1998)

## Pallavolisti(1)
- Bradley Lawson, pallavolista statunitense (Honolulu, n. 1989)

## Pesisti(1)
- Bradley Snyder, ex pesista canadese (Windsor, n. 1976)

## Piloti automobilistici(1)
- Brad Keselowski, pilota automobilistico statunitense (Rochester Hills, n. 1984)

## Piloti motociclistici(1)
- Bradley Smith, pilota motociclistico britannico (Oxford, n. 1990)

## Pittori(1)
- Bradley Walker Tomlin, pittore statunitense (Syracuse, n. 1899 - New York, † 1953)

## Politici(6)
- Bradley Byrne, politico statunitense (Mobile, n. 1955)
- Brad Finstad, politico statunitense (New Ulm, n. 1976)
- Brad Little, politico statunitense (Emmett, n. 1954)
- Brad Schneider, politico statunitense (Denver, n. 1961)
- Brad Sherman, politico statunitense (Monterey Park, n. 1954)
- Mark Walker, politico statunitense (Dothan, n. 1969)

## Produttori cinematografici(1)
- Bradley Fuller, produttore cinematografico statunitense (n. 1965)

## Registi(2)
- Bradley Raymond, regista statunitense
- Brad Silberling, regista e produttore cinematografico statunitense (Washington, n. 1963)

## Rugbisti a 13(1)
- Brad Thorn, ex rugbista a 13, ex rugbista a 15 e allenatore di rugby a 15 neozelandese (Mosgiel, n. 1975)

## Rugbisti a 15(2)
- Bradley Davies, rugbista a 15 britannico (Llantrisant, n. 1987)
- Brad Johnstone, ex rugbista a 15 e allenatore di rugby a 15 neozelandese (Auckland, n. 1950)

## Sceneggiatori(1)
- Brad Falchuk, sceneggiatore, produttore televisivo e regista statunitense (Massachusetts, n. 1971)

## Sciatori freestyle(1)
- Bradley Wilson, sciatore freestyle statunitense (Butte, n. 1992)

## Statistici(1)
- Bradley Efron, statistico statunitense (Saint Paul, n. 1938)

## Tastieristi(1)
- Brad Buxer, tastierista e compositore statunitense

## Tennisti(1)
- Bradley Klahn, ex tennista statunitense (Poway, n. 1990)

## Triatleti(1)
- Bradley Kahlefeldt, triatleta australiano (Temora, n. 1979)

## Velocisti(1)
- Bradley Nkoana, velocista sudafricano (n. 2005)